# Стоян Аргиров
Стоян Стоянов Аргиров е български филолог и преводач, създател на българската библиотекарска наука.

## Биография
Роден е на 10 февруари 1870 г. в Пазарджик. Завършва гимназия в родния си град и заминава като стипендиант на българското правителство да следва славянска филология в Карловия университет в Прага. Завършва следването си през 1892 г. и заминава да следва във Виена, където се надява да получи докторска степен. Принуден е обаче да преустанови следването си след една година, тъй като не получава стипендия.
Завърнал се в България, започва работа в Пловдивската библиотека като поддиректор, а по-късно и като директор до 1901 г. Там започва и превода на книгата на Константин Иречек „Пътувания по България“, която излиза през 1899 г. в обем 943 страници. Впоследствие Аргиров превежда още трудове на Иречек и на други чешки автори. Като преводач се подписва и с псевдонима С. А. Сребров.
През 1902 г. С. Аргиров е секретар на Българската екзархия в Цариград.
Стоян Аргиров има особено големи заслуги за уреждане на библиотечното дело в България. От 1903 до 1930 г. е директор на Университетската бибилиотека и полага основите на нейната модерна подредба. Той е и първият преподавател по библиотекознание в СУ „Св. Климент Охридски“. Бил е и преподавател по български и чешки език в Свободния университет за политически и стопански науки в София от 1924 до 1935 г., (днес УНСС). Автор е на повече 70 публикации в областта на библиотекознанието. Най-значимият му труд е „Ръководство за уреждане на народни, общински, ученически и частни библиотеки“ (1898 г.). 
През 1900 г. Аргиров е избран за член на БАН. От 1929 г. е председател на речнишката комисия за издаване на пълен академичен речник. Издава също така стари български ръкописи и два стари еснафски устава. Участва в Международния библиотекарски конгрес в Прага през 1926 г. и при организиране на Съюз на славянските библиотеки. Взема участие във Втория библиотекарски конгрес през 1935 г. в Мадрид.
Стоян Аргиров умира на 9 август 1939 г. в София.

## Памет
На академик Стефан Аргиров е наречена улица в квартал „Драгалевци“ в София (Карта).

## Издания
- Стоян Аргиров. Избрани трудове. Съст. Анна Ангелова. С., Университетско издателство „Св. Климент Охридски“, 2009.

## Изследвания
- Ангелова, Анна. Академик Стоян Аргиров и библиотечното дело в България. С., Университетско издателство „Св. Климент Охридски“, 2001.